# Freeciv
A Freeciv egy 1996-ban megjelent többjátékos, körökre osztott stratégiai videójáték, amely PC-kre készült és a Sid Meier's Civilization sorozat inspirálta. A GPL licenc alapján szabad szoftver. Ez a legnépszerűbb Civilization-klón Microsoft Windows alatt, de része a legtöbb Linux-disztribúciónak is.

## Jellemzői
A játékos i. e. 4000-ben találja magát egy törzs vezetőjeként; a népét évszázadokon át kell vezetnie az űrkorszak felé. Ahogy az idő telik, új felfedezések születnek, újfajta épületek, intézmények válnak felépíthetővé, új felszerelésű és képzettebb katonai egységek toborozhatóak. A játékosnak diplomáciai és háborús kihívásokkal is szembe kell néznie (multiplayer esetében akár emberi ellenfelekkel szemben, egyjátékos módban a számítógép irányította népekkel).
A játék akkor ér véget, ha az egyik civilizáció egyeduralkodóvá válik, vagy valamelyik nép űrkolóniát létesít, vagy lejár a meghatározott játékidő.
Azok számára, akik nem ismerték az eredeti játékot, némi nehézséget szokott okozni a Freeciv kezelésének elsajátítása.

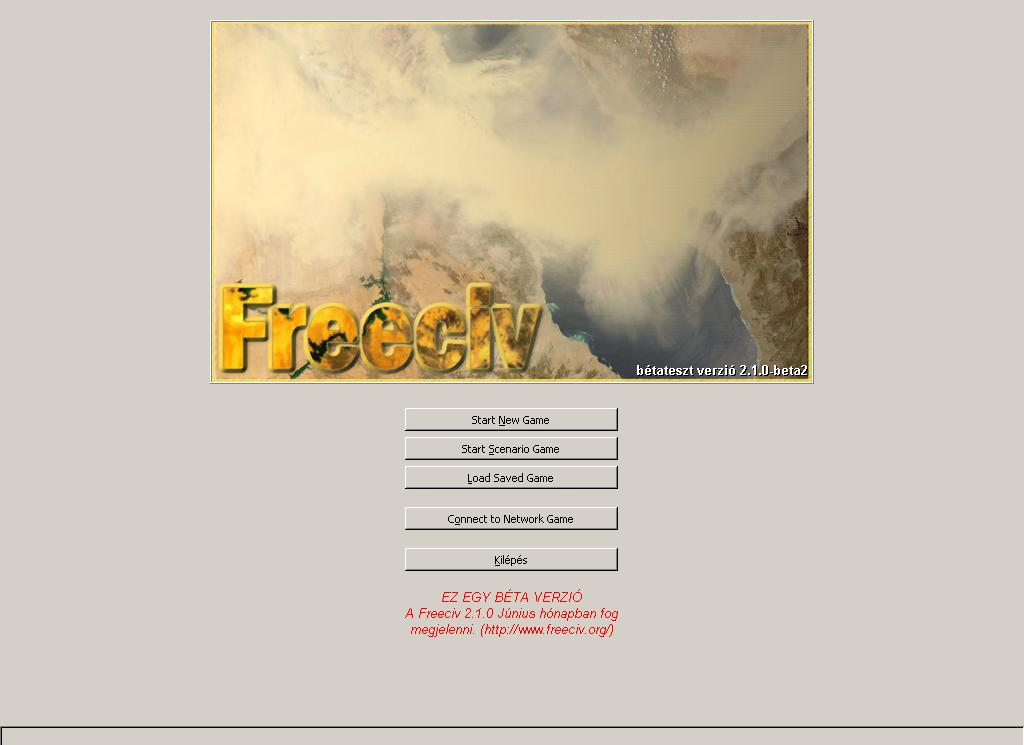
indítóképernyő
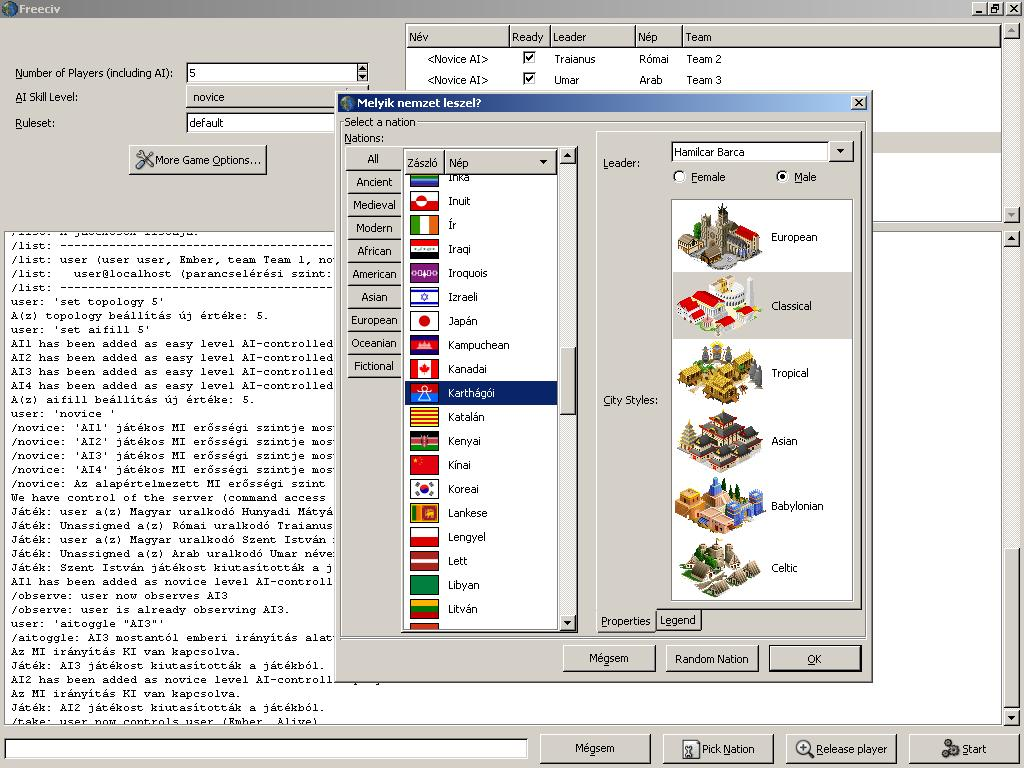
nép kiválasztása
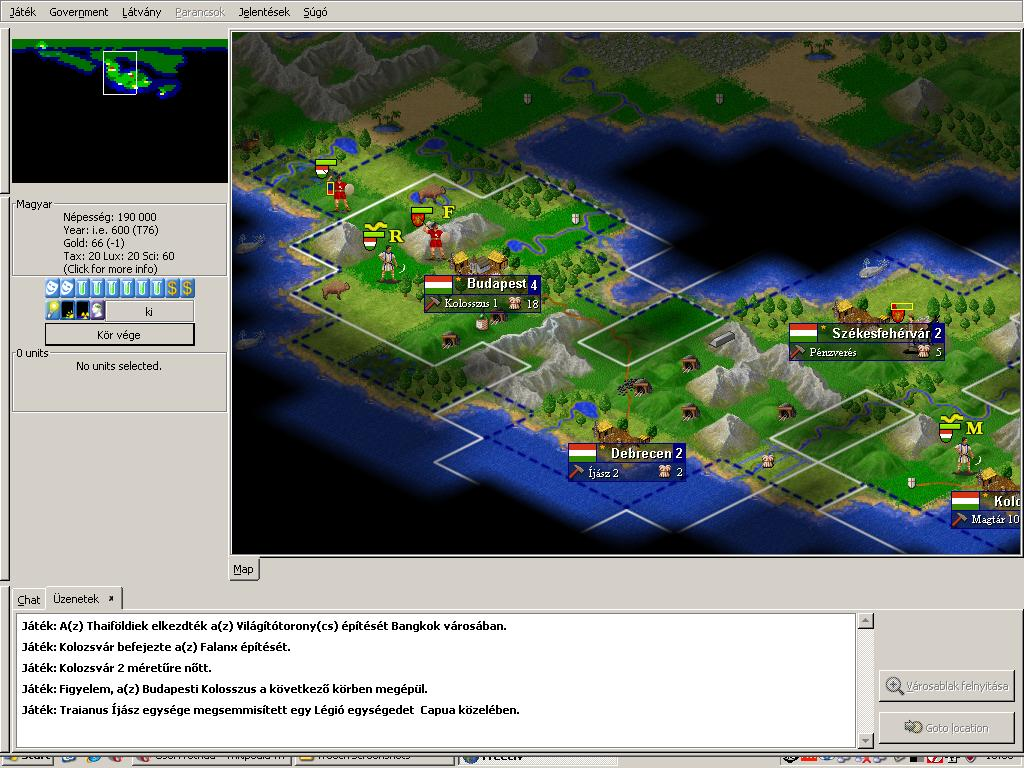
a terep
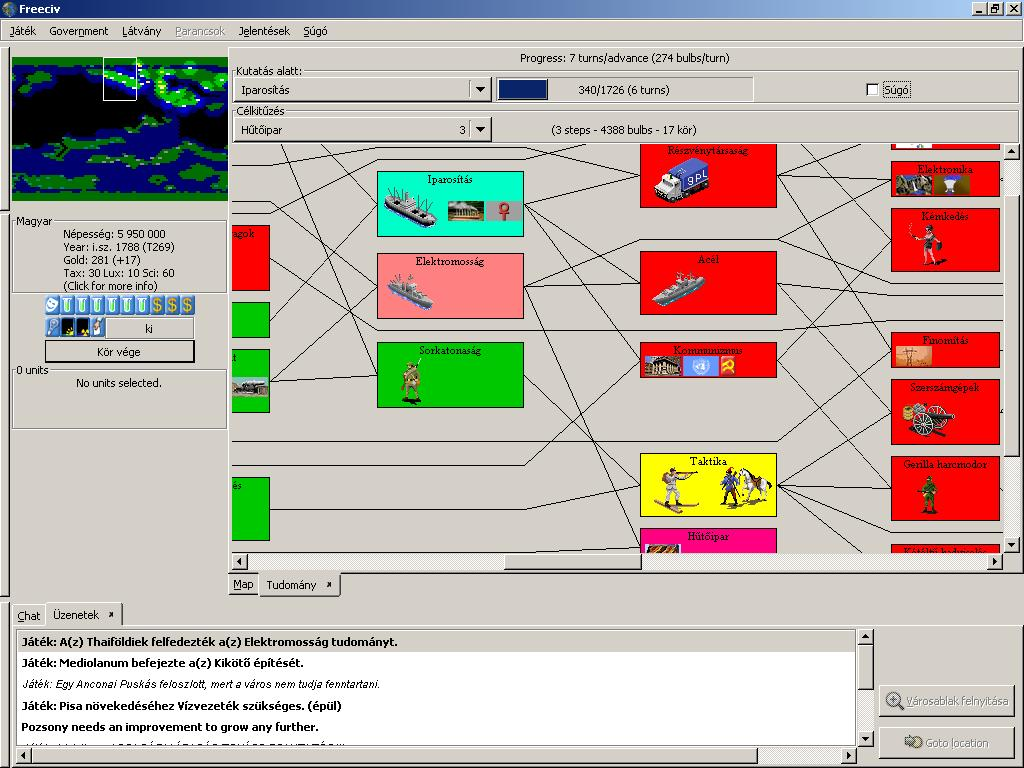
technológiai háló

## Tervezése
A Freeciv egy nagy mértékben konfigurálható program. Játszható Civilization 1, 2 és Freeciv szabályok szerint is, de a szabályokat a játékos maga is átállíthatja. Kliens-szerver felépítésű a játék motorja; az adminisztrátor a szerver alkalmazáson (egy játékos módban lehet ugyanaz a gép a szerver és a kliens is) keresztül állíthatja be a játékszabályokat, a mesterséges intelligenciát, indíthatja el az új játékot, mentheti el a játékállást. A kliensek grafikus felületen (GUI) keresztül végezhetik el a választott népük irányítását körönként.
Beállítható szabályok:
- Játékosok száma;
- Technológia fejlesztésének sebessége;
- AI irányította játékosok száma;
- Barbárok, lázadók léte;
- Városok minimális távolsága;
- Terep durvasága, elaprózottsága.

A kommunikáció TCP/IP protokoll segítségével fut. A https://web.archive.org/web/20070205192019/http://pubserver.freeciv.org/ oldalra csatlakozva találhatunk játékostársakat.
Annak ellenére, hogy ez egy kör alapú játék (turn based), az emberi játékosok valójában egymással párhuzamosan lépnek, az AI népek viszont külön mozgatják a bábuikat.
A diplomácia csak a 2.0-s verzió után vált lehetővé az emberi játékosok között; az AI könnyen előre látható, szabályalapú diplomáciát folytat.
Térképszerkesztő a honlapról letölthető külön alkalmazás – „Civworld”. 2006-ig a főprogramba integrálták, azonban mai snapshot verziók mégis rendelkeznek némi szerkesztési funkcióval.

## Nyelv-támogatás
Sokféle nyelven elérhető, többek között magyarul is.
A 2.0.8-as windowsos verzió nyelvei: ca, cs, da, de, en_GB, es, et, fi, fr, he_IL, hu, it, ja, nb, nl, no, pl, pt, pt_BR, ro, ru, sv, uk.
A 2.1.0-beta2 windowsos verzió nyelvei: ar, ca, cs, da, de, en_GB, es, et, fa, fi, fr, he, hu, it, ja, lt, nb, nl, no, pl, pt, pt_BR, ro, ru, sv, uk, zh_CN.
A 2.3.2 windowsos verzió nyelvei: ar, pt_br, ca, zh_cn, cs, da, nl, en_GB, eo, et, fa, fi, fr, de, el, he, hu, ga, it, ja, ko, lt, nb/no, pl, pt, ro, ru, gd, sv, es, tr, uk

## Modok
A hangok lecserélhetőek. Van izometrikus, 2D, hexagonális (hatoldalú) grafikai csomag is – ezeket „tileset”-nek nevezik.

## Kompatibilitás
Az eredeti változat IRIX rendszerre készült el. Portolták SunOS 4, Solaris, Ultrix, QNX, Linux, FreeBSD, OpenBSD, NetBSD, Mac OS X, OS/2, Microsoft Windows 95 – XP, Cygwin és AmigaOS alá.
Alacsonyan tartják a rendszerkövetelményeket is, amely még szélesebb körben teszi használhatóvá a játékot.